# Interdiction de séjour des Juifs dans la principauté de Liège
L’interdiction de séjour des Juifs dans la Principauté de Liège est l’ensemble des mesures religieuses, juridiques et politiques qui ont empêché toute installation durable de populations juives sur le territoire de la Principauté ecclésiastique de Liège, du Moyen Âge jusqu’à la fin de l’Ancien Régime. Cette exclusion, motivée par des considérations religieuses, économiques et sociales, distingue la Principauté de plusieurs de ses voisins où des communautés juives, bien que souvent persécutées, ont pu se développer de manière continue.

## Contexte historique

### La Principauté de Liège

L'emplacement de la Principauté de Liège au sein du Saint-Empire romain germanique.

État ecclésiastique du Saint-Empire romain germanique, la Principauté de Liège était gouvernée par un prince-évêque, cumulant autorité spirituelle et pouvoir temporel. Sa juridiction s’étendait sur une partie de l’actuelle Belgique orientale, principalement autour de la ville de Liège, mais incluait aussi des territoires aujourd’hui situés dans les provinces de Namur, Luxembourg et Limbourg.
La Principauté se caractérisait par un fort ancrage catholique, affirmé notamment lors des conflits religieux des XVIᵉ et XVIIᵉ siècles, au cours desquels Liège est restée fidèle à Rome, contrairement à certaines régions voisines passées au protestantisme.

### La situation des Juifs dans les régions voisines
À l’époque médiévale, les communautés juives étaient établies dans plusieurs villes du Saint-Empire, notamment à Cologne, Trèves ou Aix-la-Chapelle. Cependant, elles furent fréquemment l’objet d’expulsions (souvent temporaires), de massacres, ou de pressions fiscales excessives. Dans les Pays-Bas méridionaux, la présence juive est restée très limitée jusqu’à l’arrivée des Juifs portugais à Anvers au XVIᵉ siècle,,.
La Principauté de Liège se singularise par l’absence presque totale de présence juive permanente,,, et ce jusqu’à la fin du XVIIIᵉ siècle.

## Mise en œuvre de l'interdiction

### Motifs religieux et doctrinaux
La position officielle de l’Église catholique vis-à-vis des Juifs a longtemps été ambivalente : bien qu’ils fussent tolérés en tant que peuple témoin du refus du Christ, leur présence était strictement encadrée. Dans une principauté gouvernée par un évêque, où la religion catholique était indissociable de l’ordre civil, ces doctrines furent appliquées avec rigueur.
Les autorités religieuses liégeoises ont adopté dès le bas Moyen Âge des mesures d’exclusion préventives, interdisant aux Juifs d’acquérir des biens, d’exercer des fonctions publiques ou de résider durablement sur le territoire. Certaines documentations s'avèrent être en réalité de la fiction comme la légende d'Ogier, comte de Huy fictif, qui aurait bannit et exilé perpétuellement de Huy (en Principauté de Liège) toute la nation juive.

### Mesures juridiques
Aucune charte de tolérance, aucun droit de résidence n’a été accordé aux Juifs dans la Principauté. Contrairement à d’autres villes du Saint-Empire où des « privilèges de protection » (Schutzbriefe) permettaient l’établissement temporaire de familles juives, Liège ne semble avoir accordé que des autorisations ponctuelles de passage ou de séjour limité à des marchands ou prêteurs juifs. Un droit de péage était probablement appliqué à ces autorisations, comme c'était le cas à la même période à Luxembourg et d'autres villes de la région,.
Des documents du XVIIᵉ siècle évoquent à plusieurs reprises l’interdiction stricte faite aux Juifs « d’entrer et de demeurer dans la ville et le pays de Liège ». Ces interdictions sont parfois justifiées par la volonté de prévenir le « scandale religieux » ou les pratiques de l’usure, souvent attribuées aux Juifs dans les stéréotypes d’époque. Par exemple, il a été mentionné, pendant la paix de Hanzinelle en 1314, que la ville de Huy tiendrait en dehors de la ville les Lombards et les Juifs contre la volonté de leur seigneur (le prince-évêque de Liège). Il est donc supposé que cette interdiction soit aussi appliquée à Dinant, à Fosses-la-Ville et à Liège, qui ont conclu la même paix avec Huy.

### Contrôle et exceptions
Les rares mentions de Juifs à Liège au cours de l’époque moderne concernent des commerçants de passage ou des situations d’exception, comme le cas d'un médecin juif appelé à la cour princière (médecin nommé Moïse venu soigner en 1138 l'abbé Rodolphe de Saint-Trond), ou de banquiers venus négocier des emprunts. Ces individus devaient le plus souvent résider hors des murs, dans des juridictions voisines plus tolérantes comme Herve, Visé ou Spa.
Des actes juridiques émanant du grand mayeur de Liège permettent de retracer une présence juive de passage au sein de la ville avant l'intégration dans la République française : en 1756 avec Baaron Daramée Harom, un juif venu d'Amsterdam et se rendant à Paris, qui fut prisonnier et interdit de passage pendant cinq ans dans la ville pour un vol commis dans une boutique derrière l'hôtel de ville ; et en 1781 où trois Juifs sont condamnés à mort par pendaison après avoir volé des draps en Vinâve d'Île (Lion Israël, Sanders Moses et Isaac Philips).

## Fin de l'interdiction

### Réformes de Joseph II et Révolution liégeoise

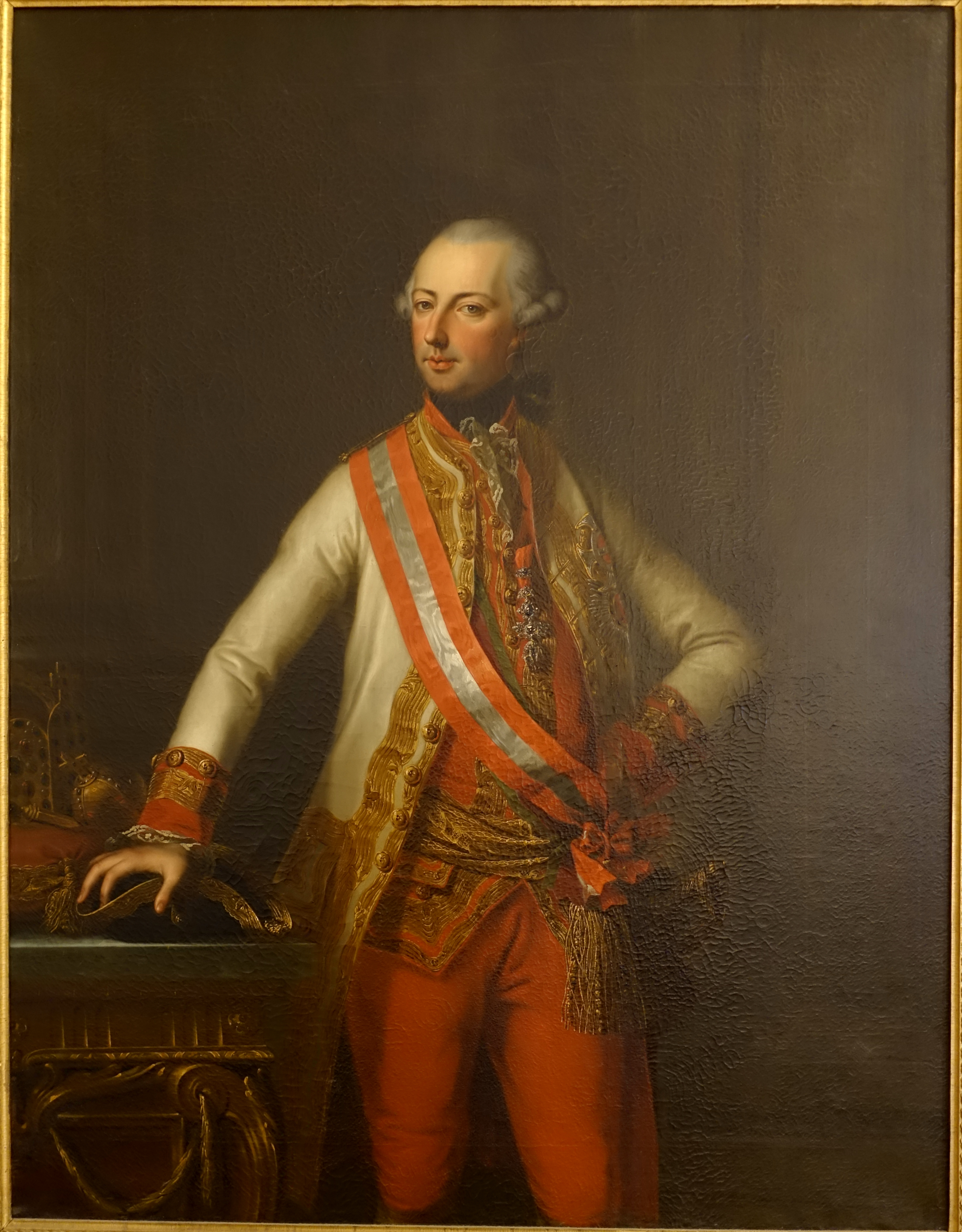
Portrait de Joseph II, empereur du Saint-Empire romain germanique, par Joseph Hickel, en 1774. Cet empereur permis d'intégrer les Juifs comme citoyens à part entière.

La fin du XVIIIᵉ siècle marque un tournant décisif. L’empereur Joseph II, par sa politique de tolérance religieuse, cherche à intégrer les Juifs comme citoyens à part entière de ses États. Toutefois, ces mesures ont un impact limité dans la Principauté, qui reste indépendante jusqu’en 1795,.
La Révolution liégeoise (1789–1795), inspirée par les Lumières et les événements français, affaiblit le pouvoir épiscopal, sans pour autant remettre en question directement l’interdiction de résidence juive.

### Intégration dans la République française
C’est l’annexion de la Principauté par la République française en 1795 qui entraîne l’abolition définitive des restrictions religieuses. Les décrets français d’émancipation des Juifs, appliqués sur l’ensemble des départements annexés, permettent enfin aux Juifs de s’installer librement à Liège.
Dès lors, une communauté juive permanente se forme, d’abord discrète, puis progressivement plus visible au XIXᵉ siècle. En 1834, la communauté israélite de Liège est officiellement reconnue au sein du Consistoire central israélite de Belgique.

## Héritage et mémoire
L’absence prolongée de Juifs dans la Principauté de Liège jusqu’à la fin du XVIIIᵉ siècle a laissé une trace durable : contrairement à d'autres villes européennes, Liège ne possède aucun ghetto médiéval, ni cimetière juif ancien. Les premières structures communautaires juives sont donc entièrement modernes, sans continuité directe avec un passé médiéval.
Ce contexte historique explique en partie la taille modeste de la communauté juive liégeoise jusqu’au XXᵉ siècle, ainsi que les défis particuliers liés à sa reconnaissance et à son enracinement.